# Silvio Zaniboni

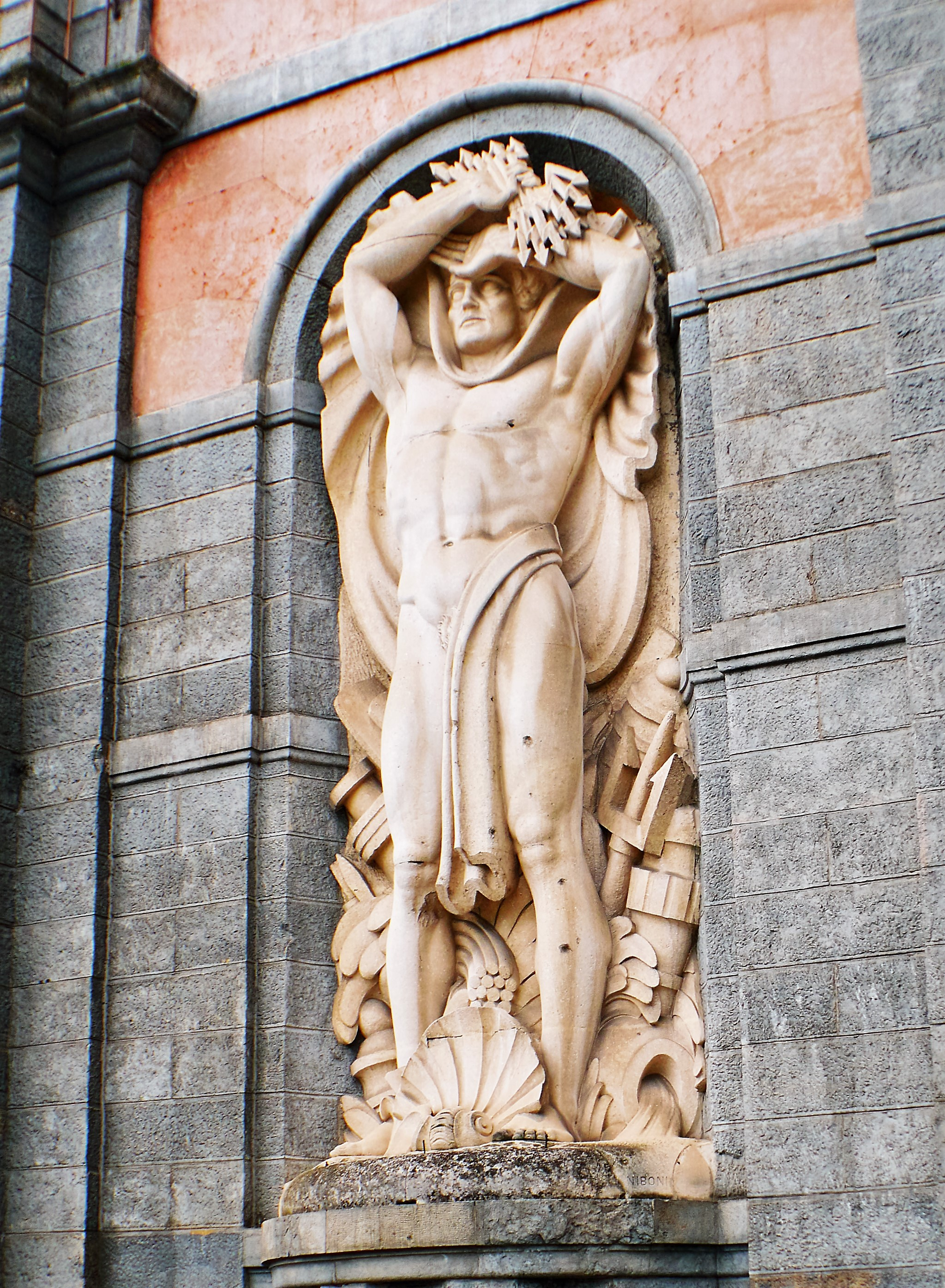
Silvio Zaniboni
Statua del Genio delle acque per la Centrale idroelettrica del Ponale.

Silvio Zaniboni (Padova, 21 aprile 1896 – Rovereto, 9 novembre 1980) è stato uno scultore italiano.

## Biografia
Silvio Zaniboni nacque a Padova il 21 aprile 1896. Visse la sua infanzia a Riva del Garda, città nella quale il padre era medico condotto. Dopo gli studi all'Accademia di belle arti di Brera si trasferì definitivamente a Milano dove svolse la sua attività ma tornò spesso in Trentino, in particolare a Riva del Garda. Morì a Rovereto il 9 novembre 1980.

## Attività
Lavorò principalmente a Milano e le sue prime opere note sono le sculture raffiguranti i busti di Giovanni Lipella, Nino Pernici e Scipio Sighele conservati a Riva del Garda e a Nago che risalgono all'immediato primo dopoguerra. 
Realizzò sculture per l'Arco del Trentino e della Venezia Giulia di Milano, verso la fine degli anni venti.
Nel decennio successivo scolpì una colonna per lo stabilimento Caproni di Milano e la statua del Genio delle acque che fu posta sulla facciata della centrale idroelettrica del Ponale.
Suoi lavori furono anche varie gruppi sculture per la Sala delle Grida nel Palazzo della Borsa di Milano e per il Palazzo dei Sindacati dell'Industria, sempre a Milano, e i busti di Damiano Chiesa e Cesare Battisti, oltre all'allegoria della Giustizia per il palazzo di Giustizia, dell'architetto Marcello Piacentini.
Sue opere si trovano nel Cimitero monumentale di Milano e lavorò anche al Mausoleo di Cesare Battisti di Trento.